# Bruce LaBruce
Bruce LaBruce (Southampton, 3 de janeiro de 1964) é um cineasta, escritor e fotógrafo canadense.